# فلای‌بورد

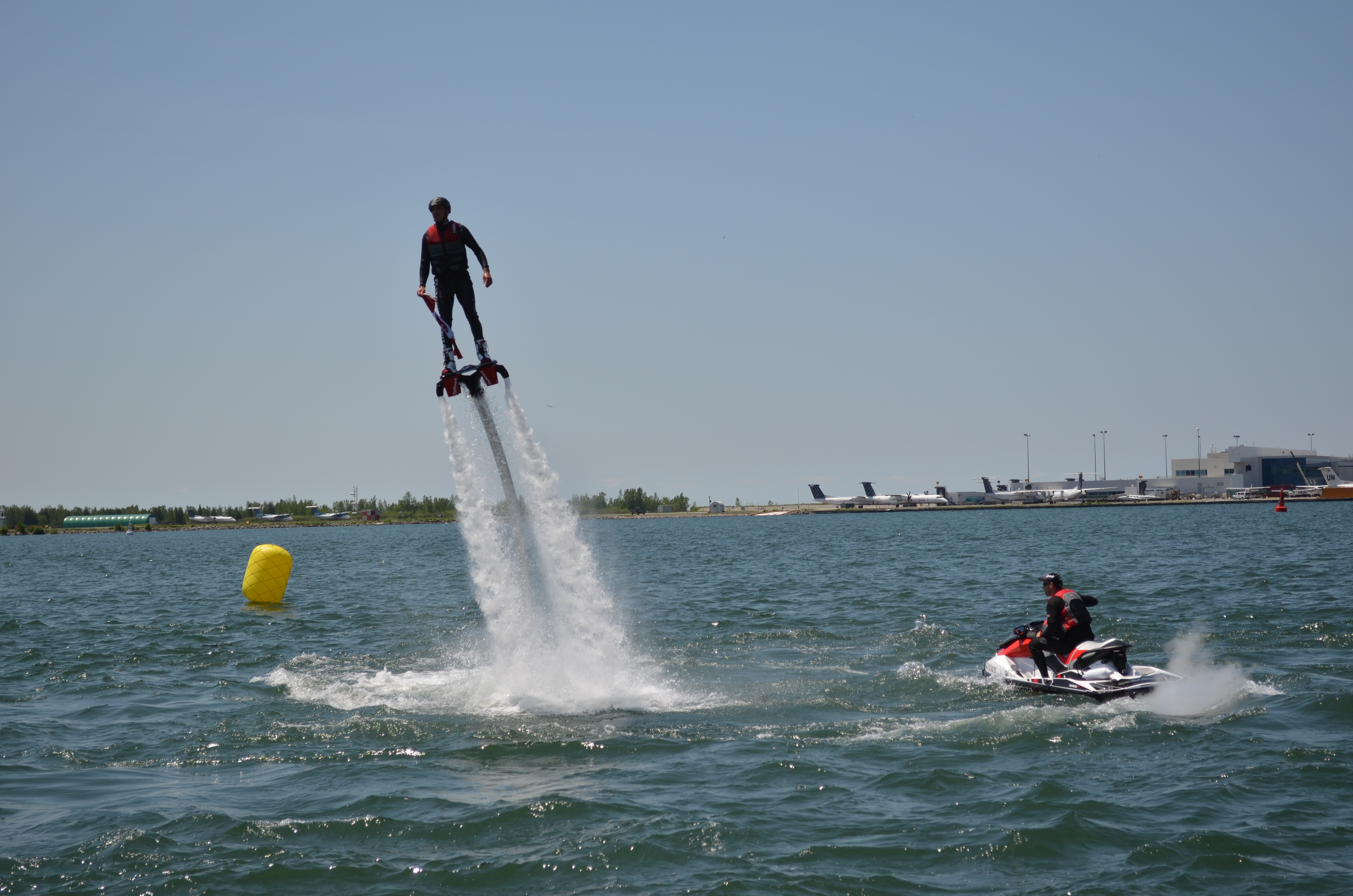
فلای‌بورد

فلای بورد (به انگلیسی: Flyboard) وسیله است که با اتصال به یک جت اسکی شخص را بر روی هوا معلق یا شناور نگه می‌دارد و با پمپاژ و فشار آب به او اجازه مانور دادن و انجام حرکات نمایشی و شیرجه‌زدن را می‌دهد. این وسیله ابتدا در مسابقات جهانی جت اسکی در چین در سال 2011 معرفی شد و به طور رسمی از ماه می سال 2012 در دسترس عموم قرار گرفت.